# Die purpurnen Flüsse (Film)
Die purpurnen Flüsse (französischer Originaltitel: Les Rivières pourpres) ist ein Thriller von Mathieu Kassovitz aus dem Jahr 2000. Die Literaturverfilmung basiert auf dem gleichnamigen Roman von Jean-Christophe Grangé aus dem Jahr 1997. Ein zweiter Teil wurde 2004 unter dem Titel Die purpurnen Flüsse 2 – Die Engel der Apokalypse veröffentlicht, ab 2018 wurden weitere Filme als Serie unter dem gleichen Titel aber mit geänderter Besetzung fortgeführt.

## Handlung
Der für die Pariser Kriminalpolizei arbeitende Pierre Niémans wird in die abgelegene Universitätsstadt Guernon in den französischen Alpen beordert, wo sich ein Mord ereignet hat. Dort findet er die misshandelte Leiche von Rémy Caillois vor, einem Bibliothekar der Universität.
Im 200 km entfernten Sarzac ermittelt gleichzeitig Inspektor Max Kerkerian im Fall einer Grabschändung: Das Grab der damals 10-jährigen Judith Hérault, die 18 Jahre zuvor, 1982, von einem Lkw überfahren worden war, wurde mit Hakenkreuzen beschmiert. Zudem sind nach einem Einbruch in die örtliche Grundschule in derselben Nacht alle Akten und Bilder dieses Mädchen verschwunden.
Niémans trifft bei seinen Nachforschungen auf die Glaziologin und Bergsteigerin Fanny Ferreira, die die Leiche von Rémy Caillois entdeckt hat. Mit dieser begibt er sich in die Gletscher oberhalb von Guernon, wo sie eine weitere Leiche finden.
Währenddessen befragt Kerkerian in Sarzac die Mutter des toten Mädchens, die in einem Kloster in einem dunklen Zimmer lebt. Von der verstörten Frau erfährt er, dass sie ihr Kind im Universitätskrankenhaus von Guernon entbunden hat. Weitere Ermittlungen ergeben, dass eine Person mit einem weißen Lada auf dem Friedhof gesehen wurde. Es gibt 132 Besitzer dieses Autotyps in der Umgebung, aber nur einen in Guernon: Philippe Sertys. Kerkerian fährt deshalb sogleich nach Guernon, um Sertys zu sprechen.
In Guernon kann Niémans inzwischen die Identität der zweiten Leiche herausfinden: Es handelt sich um Philippe Sertys, der auf der Entbindungsstation des Universitätskrankenhauses gearbeitet hatte. Vor dem Haus des Verstorbenen treffen Kommissar Niémans und Inspektor Kerkerian bei ihren Ermittlungen aufeinander. Widerwillig arbeiten die beiden nun gemeinsam an der Aufklärung der Fälle.
Als man herausfindet, dass der zweiten Leiche Glasaugen eingesetzt wurden, besuchen beide den Augenarzt Dr. Bernard Chernezé, der in einem vorherigen Gespräch mit Niémans eine „Blutauffrischung von außen“ für die sich nur untereinander fortpflanzenden Universitätsangehörigen befürwortet hatte. Diesen finden sie tot auf und, mit Blut an die Wand geschrieben, den Satz: „Ich kehre zu der Quelle der purpurnen Flüsse zurück“. Am Tatort entwischt ihnen nur knapp eine Gestalt, deren hinterlassene Fingerabdrücke mit denen des 18 Jahre zuvor verstorbenen Mädchens Judith Hérault fast identisch sind. Die Abweichungen entstanden nur durch den Altersunterschied.
Die Spuren führen schließlich in die abgeschiedene Eliteuniversität von Guernon. Niémans lässt in der Dissertation von Rémy Caillois nach Antworten suchen. Diese beschreibt unter anderem die Athleten der Antike, die für das Ideal einer geistigen und körperlichen Vortrefflichkeit stehen, und erklärt die Bezeichnung „purpurne Flüsse“ als das Blut in den Adern von perfekten Menschen. Caillois bezog sich dabei auch positiv auf die Olympischen Sommerspiele 1936 im Dritten Reich. Die Arbeit beschreibt zudem, wie man den „vollkommenen Menschen“ schaffen könnte, nämlich indem man gesunde, kräftige Kinder mit denen der Intellektuellen kreuzt. Der Beamte, der sich die Arbeit näher angesehen hat, bezeichnet sie Niémans gegenüber als von Nazi-Gedankengut durchsetzt.
Diese Art von Eugenik wurde auch an der Universität betrieben, da durch die Abgeschiedenheit und die Heirat untereinander die Professoren durch Inzucht degenerierte Kinder zeugten und sie neues Blut brauchten. Hierzu wurden in der Entbindungsstation des Universitätskrankenhauses Kinder der Bergbewohner mit denen der Professoren vertauscht. Über strenge Sitzordnungen, die Bibliothekar Caillois überwacht hatte, wurden in der Universitätsbibliothek die Kinder der Bergbewohner und die der Professoren einander nahegebracht. Fanny Ferreira sollte so dem Sohn des Universitätsdirektors zugeführt werden, widersetzte sich jedoch dieser Planung.
Im Universitätskrankenhaus wurden die Zwillingsschwestern Fanny Ferreira und Judith Hérault nach ihrer Geburt getrennt. Die gegen ein Professorenkind ausgetauschte Fanny besuchte die Universität in Guernon, während Judith im Verborgenen lebte. Judiths Tod wurde bei dem Lkw-Unfall vorgetäuscht, bei dem ein anderes, bereits verstorbenes Mädchen als Judiths Leiche untergeschoben wurde. Die Leiche war schwer entstellt, sodass sie nur aufgrund eines von Judiths Hand abgeschnittenen Fingers fälschlicherweise als Judith identifiziert wurde. 18 Jahre nach ihrem vorgetäuschten Tod nimmt Judith nun Rache an den Universitätsangehörigen. Ihre Zwillingsschwester Fanny ist Judith hörig, möchte das Morden aber beenden, indem sie Kommissar Niémans Hinweise über die Gründe für die Morde gibt.
Der getötete Sertys, der für die Vertauschung von Babys in der Entbindungsstation mitverantwortlich war, beging die Grabschändung lediglich, um vom eigentlichen Zweck der Graböffnung abzulenken, nämlich der Überprüfung, ob tatsächlich eine Kinderleiche im Sarg lag, da Zweifel an Judiths Tod aufgekommen waren.
Fanny und Judith werden schließlich von Niémans und Kerkerian dabei überrascht, wie sie gerade versuchen, auf dem Gletscher über Guernon mit Granaten eine Lawine auszulösen, um so die gesamte Universität und deren Angehörige zu vernichten. Bei einem Schusswechsel schießt Fanny auf Judith, und Fanny wird von Kerkerian angeschossen. Eine durch die Schüsse ausgelöste Lawine über ihnen begräbt Judith, die anderen können wieder aus den Schneemassen befreit werden.

## Hintergrund
- Regisseur Mathieu Kassovitz entschied sich absichtlich, im Film nicht alle Zusammenhänge und Hintergründe der Geschichte eindeutig aufzulösen und den Zuschauer im Ungewissen zu lassen. Auf der zweiten DVD der 2-Disc-Version erklärt Autor Jean-Christophe Grangé die Zusammenhänge folgendermaßen: „Drei Mitarbeiter der Universität (die drei späteren Mordopfer) entschieden sich, frisches Blut in ihre abgeschlossene Gesellschaft zu bringen, indem sie Babys von den Bewohnern der Bergdörfer mit denen der Professoren vertauschten. Eines Tages werden in der Universitätsklinik Zwillingsschwestern geboren, also erklärt man den Eltern lediglich, dass ein Baby gestorben wäre und schickt sie mit dem zweiten Baby nach Hause in ihr Bergdorf. Der zweite Zwilling wächst als vermeintliche Professorentochter in Guernon auf. Nach 11 Jahren kommt die Mutter allerdings mit dem ersten Zwilling nach Guernon zurück, und die beiden Mädchen von verschiedenen Eltern mit dem gleichen Aussehen treffen sich in der Schule. Als die drei davon erfahren, wollen sie das zurückgekommene Mädchen töten, da sonst ihre Machenschaften ans Licht kommen würden. Die Mutter versteckt deshalb ihr Kind in Sarzac und lässt ein kurz zuvor verstorbenes Kind exhumieren und von einem Lkw bis zur Unkenntlichkeit überfahren. Um das überfahrene Kind als ihre Tochter auszugeben, schneidet sie dieser einen Finger ab und kann den Leichnam somit als ihre Tochter identifizieren lassen.“
- Die Dreharbeiten fanden von Oktober 1999 bis März 2000 in Frankreich statt.[2] Drehorte waren u. a. ONERA (Universität Guernon), Aiguille des Grands Montets (Showdown), Mer de Glace (Eisgrotte) und Pavillon Keller (Praxis Dr. Chernezé). Der Film spielte in den Kinos rund 60 Millionen US-Dollar ein.[3]
- Kinostart in Frankreich war am 27. September 2000, in Deutschland am 19. April 2001.[4]

## Kritiken
„Ein atemlos inszenierter Thriller, der von der Konfrontation zweier grundverschiedener Ordnungshüter lebt, es in seiner Hektik aber versäumt, die fiebrige Grundstimmung der Romanvorlage zu übertragen. Ein Film ohne Zwischentöne, bei dem auch die eindrucksvollen Landschaftsaufnahmen im Feuerwerk der Effekte untergehen.“

„Mit seinem ersten Mainstream-Projekt ist Kassovitz trotz Krawumm-Standards ein souveräner, atmosphärisch dichter Psychothriller in unheilvoller Gebirgsidylle gelungen, der in seinen besten Momenten an ‚Sieben‘ und ‚Das Schweigen der Lämmer‘ erinnert.“

„Mit beeindruckenden Bildern und einem überaus harten Beginn schildert Mathieu Kassovitz die packende Jagd nach einem Serienkiller in der französischen Provinz. Dabei hat der Film die Handlung des gleichnamigen Buches von Jean-Christoph Grangé teilweise stark verändert. So ist etwa der junge Provinzpolizist im Film leider kein Araber mit Rasta-Locken, dafür wurde aber das etwas halbgare Ende des Buches im Film bereinigt. Fazit: Kassovitz liefert mit seiner vierten Regie-Arbeit einen spannenden Thriller mit hervorragenden Darstellern.“

## Auszeichnungen
- Der Film wurde in fünf Kategorien für einen César 2001 nominiert:
  - Beste Regie (Meilleur réalisateur): Mathieu Kassovitz
  - Beste Filmmusik (Meilleure musique écrite pour un film): Bruno Coulais
  - Beste Kamera (Meilleure photo): Thierry Arbogast
  - Bester Ton (Meilleur son): Vincent Tulli und Cyril Holtz
  - Bester Schnitt (Meilleur montage): Maryline Monthieux
- Für den Europäischen Filmpreis 2001 war der Film in drei Kategorien nominiert:
  - Beste Regie: Mathieu Kassovitz
  - Bester Hauptdarsteller: Vincent Cassel
  - Bester Hauptdarsteller: Jean Reno
- Mathieu Kassovitz wurde für einen Preis auf dem Festival Internacional de Cine de Donostia-San Sebastián 2000 nominiert.
- Die Deutsche Filmbewertungsstelle FBW in Wiesbaden verlieh dem Film das Prädikat „besonders wertvoll“.[8]

## Fortsetzung
- Im Jahr 2004 erschien eine Fortsetzung mit dem Titel Die purpurnen Flüsse 2 – Die Engel der Apokalypse.
- Im Jahr 2018 erschien eine gleichnamige Serie. 2020 folgte eine zweite, 2021 eine dritte und 2023 eine vierte Staffel.